# SL Green
Die SL Green Realty Corporation ist ein Immobilienunternehmen in der Rechtsform eines REITs. Sie besitzt ein Portfolio aus Bürogebäuden und Wolkenkratzern und ist einer der größten Besitzer von Immobilien in Manhattan, New York. SL Green ist an der New Yorker Börse unter dem Tickersymbol SLG notiert und ein Mitglied des Börsenindex S&P 500.

## Geschichte
Der studierte Jurist Stephen L. Green (* 1938) gründete 1980 den Vorgänger des Unternehmens, SL Green Properties, Inc. Er begann seinen Einstieg in das Immobiliengeschäft damit, abgewirtschaftete Loft-Gebäude zu erwerben. Später erweiterte er das Portfolio, wobei er sich ausschließlich auf New York konzentrierte. 1997 begründete er die SL Green Realty Corporation, welche im gleichen Jahr an die Börse ging.
2019 hat das Unternehmen 1058 Beschäftigte und wird von CEO Marc Holliday geleitet.

## Portfolio
SL Green ist der größte gewerbliche Vermieter in New York. Von seinen 111 Büroimmobilien zählen viele zu den berühmtesten Gebäuden in New York. Seine Gebäude befinden sich auf der Vanderbilt Avenue, Madison Avenue, Fifth Avenue, Avenue of the Americas, Broadway, SoHo, Columbus Circle und Times Square.
SL Green eröffnete 2020 den 427 m hohen Wolkenkratzer One Vanderbilt. Er stellt eines der berühmtesten Wahrzeichen von Manhattan dar und ist an die größten Konzerne der Finanzwelt vermietet. Hinzu kommen hochwertige Einzelhandelsgebäude und Shoppingcenter.
Insgesamt umfasst das Portfolio eine Fläche von 4,5 Mio. m² Bürofläche.